# كورت دبليو. روتشيلد
كورت دبليو. روتشيلد (بالألمانية: Kurt W. Rothschild)‏ هو اقتصادي نمساوي، ولد في 21 أكتوبر 1914 في فيينا في النمسا، وتوفي بنفس المكان في 15 نوفمبر 2010.